# بانتوستان

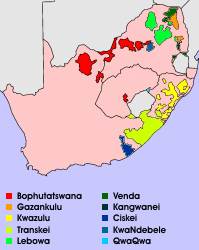

بانتوستان (بالإنجليزية: Bantustan)‏ اسم أطلق على مناطق في جنوب أفريقيا كان يشكل بها السود الأغلبية السُكانية في كل من جنوب أفريقيا وجنوب غرب أفريقيا (ناميبيا الآن) واسم بانتوستان هو من بانتو أي الأشخاص الذين يتحدثون لغات البانتو و ستان معناها أرض باللغة الفارسية وبلغات إيرانية أُخرى.
خصّصت حكومة جنوب إفريقيا العنصرية هذه الأراضي للتوطين القسري الذي فرضته على سُكان إقريقيا الأصليين، وغالبيتهم من شعب "البانتو" ومن هنا جاءت التسمية. وحسب القانون العنصري الذي كان معمولًا بها آنذاك لم يكن يحقّ للسكان من غير البيض سواء أفارقة أو ملوّنين اجتياز حدود مناطق بانتوستان، والاستقرار في المناطق التي تعيش فيها الأقلية البيضاء.
وقد طرد السكان البيض حتى أواخر الستينات من القرن العشرين أكثر من 3 ملايين من الأفارقة والملوّنين، من المناطق التي كانت مخصصة للسكان البيض. وكانت جميع أراضي بانتوستان من الأراضي الفقيرة القاحلة، التي لم تكن تستطيع سدّ احتياجات سكانها من الطعام والشراب، ولم تتوفر فيها الظروف المناسبة لتطوير الزراعة والصّناعة.
كان الهدف من إنشاء هذا الإقليم عزل الأفارقة، وتشتيت كلمتهم، وإضعاف نضالهم التحرُّري من المستعمرين البيض، وتفريق وحدتهم من خلال إذكاء روح العصبيات القبلية بينهم، وعرقلة عملية بلورة أمة إفريقية موحّدة، ومتماسكة.
وعد النظام العنصري في جنوب إفريقيا مرارًا عديدة بمنح هذا الإقليم إمكانية ممارسة الحكم الذاتي، ومنحه حقوق السيادة. لكن هذه الوعود كانت وعودًا كاذبة، إذ قامت الأقلية البيضاء الحاكمة بتجريد سُكّان هذا الإقليم من حقوقهم السياسية والمدنية.